# Szczodruchy (powiat suwalski)
Szczodruchy – wieś w Polsce położona w województwie podlaskim, w powiecie suwalskim, w gminie Raczki.
W latach 1975–1998 miejscowość należała administracyjnie do województwa suwalskiego.